# Ерлыкин, Евгений Ефимович
Евгений Ефимович Ерлыкин (24 декабря 1909 (6 января 1910) — 18 апреля 1969) — советский лётчик истребительной авиации и военачальник, участник Гражданской войны в Испании, советско-финской и Великой Отечественной войн, генерал-майор авиации (1942). Герой Советского Союза (1940).

## Биография

Могила Е. Е. Ерлыкина на Богословском кладбище Санкт-Петербурга.

Родился 24 декабря 1909 (6 января 1910) года в Твери. В 1925 году с золотой медалью окончил профтехшколу. С января 1926 года работал слесарем и молотобойцем в паровозном депо на станции «Тверь».
В октябре 1928 года был призван на службу в РККА. В 1929 году окончил Ленинградскую военно-теоретическую школу ВВС РККА, в 1930 году — 2-ю Борисоглебскую военную школу лётчиков имени Осоавиахима, в 1932 году — курсы усовершенствования начсостава при Военной школе спецслужб ВВС Московского военного округа. Служил в ВВС Ленинградского военного округа: младший лётчик и старший лётчик 1-й Краснознамённой истребительной авиационной эскадрильи, с июля 1932 — помощник командира 12-го отдельного авиаотряда, с сентября 1932 — командир звена 1-й истребительной авиаэскадрильи, с ноября 1933 — начальник  штаба эскадрильи, командир звена, отряда и эскадрильи в 117-й иаэ.
С ноября 1936 по май 1937 года участвовал в Гражданской войне в Испании в должности командира особой истребительной авиагруппы. Совершил 214 боевых вылетов, сбил 1 франкистский самолёт лично и ещё 2 — в составе группы. Два раза был ранен. Во время одного из боёв над Бискайским заливом самолёт Ерлыкина был сбит, контуженного лётчика спасли из воды испанские рыбаки.
После возвращения из Испании старший лейтенант Е. Е. Ерлыкин, как и многие другие отличившиеся там лётчики, сделал стремительную карьеру, уже через год он стал полковником. В мае 1937 года назначен начальником Центра воздушного боя ВВС Ленинградского военного округа. С ноября 1937 по март 1938 года находился в специальной командировке во Франции, был студентом Сорбоннского университета. С марта 1939 года полковник Ерлыкин командовал 59-й истребительной авиационной бригадой ВВС ЛенВО. В этой должности участвовал в советско-финской войне, его бригада находилась в составе военно-воздушных сил 7-й армии Северо-Западного фронта. Лётчики бригады совершили 10812 боевых вылетов на разведку, штурмовку, бомбардировку войск и объектов противника, поддержку советских наземных частей, в воздушных боях сбили 101 финский самолёт и 30 сожгли на аэродромах противника, при этом (по советским данным) без своих потерь в воздушных боях. Ерлыкин непосредственно участвовал во многих боевых операциях бригады.
Указом Президиума Верховного Совета СССР от 21 марта 1940 года за «умелую организацию боевых действий, личное мужество и отвагу» полковник Евгений Ерлыкин был удостоен высокого звания Героя Советского Союза с вручением ордена Ленина и медали «Золотая Звезда» за номером 259.
В мае 1941 года Ерлыкин окончил курсы усовершенствования командного состава при Военной академии имени М. В. Фрунзе. В начале Великой Отечественной войны, с сентября 1941 года командовал 7-м истребительным авиационным корпусом ПВО, защищавшим Ленинград. Ерлыкин непосредственно руководил всеми действиями своего корпуса, к октябрю 1942 года лично совершил 56 боевых вылетов на истребителях И-153, И-16, Як-1; 10 ноября 1942 года ему было присвоено звание генерал-майора авиации. В июле 1943 года корпус Ерлыкина был преобразован во 2-й гвардейский истребительный авиационный корпус ПВО. В начале июля 1943 года он был отстранён от командования корпусом, по некоторым данным, из-за доносов, написанных его заместителем Антоновым.
С 10 июля 1943 по май 1944 года командовал 6-м истребительным авиакорпусом 16-й воздушной армии. В этом качестве участвовал в боях на Центральном, Белорусском и 1-м Белорусском фронтах. Принимал участие в Курской битве, освобождении Украинской и Белорусской ССР, битве за Днепр. С июня 1944 года — начальник Липецкой высшей офицерской авиационной школы.
После войны, 1 декабря 1945 года был назначен командиром 314-й истребительно-бомбардировочной авиадивизии.
В июне 1946 года снят с должности командира дивизии, состоял в распоряжении Главнокомандующего ВВС, в феврале 1947 года генерал Ерлыкин в возрасте 36 лет был уволен в запас, возможно, из-за старых доносов. Проживал в городе Горячий Ключ Краснодарского края, работал заведующим клубом. В 1948 году переехал в Ленинград, где устроился учителем труда и военного дела в вечернюю школу рабочей молодёжи, а затем в среднюю школу № 204 Дзержинского района. Скончался 18 апреля 1969 года, похоронен на Богословском кладбище Санкт-Петербурга (уч. 33). На могиле установлена гранитная стела с барельефом работы скульптора С. В. Суханова. 

## Награды
- Герой Советского Союза (21.03.1940)
- Орден Ленина (21.03.1940)
- тремя ордена Красного Знамени (2.01.1937, 4.07.1937, 23.11.1942)
- Орден Красной Звезды (3.11.1944)
- медали СССР[1].